# One for the Road (The Kinks)
One for the Road is een livealbum van de Britse rockband The Kinks uit 1980.

## Tracks
- "Opening"
- "The Hard Way"
- "Catch Me Now I'm Falling"
- "Where Have All the Good Times Gone"
- "Introduction to Lola"
- "Lola"
- "Pressure"
- "All Day and All of the Night"
- "20th Century Man"
- "Misfits"
- "Prince of the Punks"
- "Stop Your Sobbing"
- "Low Budget"
- "Attitude"
- "(Wish I Could Fly Like) Superman"
- "National Health"
- "Till the End of the Day"
- "Celluloid Heroes"
- "You Really Got Me"
- "Victoria"
- "David Watts"

Opnamen: maart 1979 t/m maart 1980.
Mick Avory · Dave Davies · Ray Davies

John Dalton · Gordon Edwards · Ian Gibbons · John Gosling · Bob Henrit · Andy Pyle · Pete Quaife · Jim Rodford